# Super Mario (datorspelsserie)
Marioserien är en serie populära och kritikerrosade plattformsspel släppta och skapade av Nintendo. Huvudperson är Mario och i många spel i serien är även hans bror Luigi en av hjältarna. I spelen springer och hoppar dessa runt på olika banor och besegrar fiender. Spelen har ofta enkla historier; den vanligaste är att koopan Bowser har kidnappat prinsessan Peach, och att Mario-bröderna måste rädda henne.

## Spelupplägg
Mariospelen är plattformsspel. Spelaren bekämpar vanligtvis sina motståndare genom att hoppa på dem, men flera spel innehåller uppgraderingar, som gör att huvudpersonerna exempelvis kan kasta eldbollar eller svinga ner sin motståndare med en cape. I 2D-spelen är banorna linjära och indelade i olika världar, var och en med ett antal olika banor. I 3D-spelen är världarna mer icke-linjära och spelaren kan i vissa av dem själv välja hur de vill ta sig fram. Världarna låses upp allteftersom spelaren samlar in stjärnor som finns utspridda i världarna.
Spelen har förändrats mycket genom åren. Först utvecklades de genom Super Mario World till Super NES, där det fanns gömda utgångar i många av banorna, och senare genom Super Mario 64, som var det första Mario-spelet i 3D.

### Återkommande spelelement
- Frågeteckenblock, supersvampar, 1-upsvampar, eldblommor och stjärnor dök för första gången upp i Super Mario Bros, och har förekommit i princip samtliga Mario-spel.
- Frågeteckenblocken kan spelaren slå till för att de ska släppa ut bonusar, så som extraliv, mynt eller uppgraderingar.
- Supersvampen gör Mario dubbelt så stor än vad han är normalt. Denna utvecklades enligt seriens skapare Shigeru Miyamoto av en slump, då Mario i de första skisserna var för stor, och utvecklingslaget tvingades krympa honom. Någon kom därefter på att det skulle vara intressant att låta honom växa och krympa genom att äta en magisk svamp.[2]
- 1-upsvampen eller extralivsvampen är grön, till skillnad från supersvampen som är röd. När en sådan plockas upp får spelaren ett extra liv.
- Eldblomman gör att spelaren kan kasta eldbollar, med vilka de flesta fiender kan besegras. Eld-Mario har en vit hatt och overall istället för den vanliga röda. Super Mario Galaxy är det första 3D-spel där eldblomman förekommer.
- Stjärnan ger spelaren odödlighet under en kort stund, under denna stund blinkar Mario och spelet byter musik.

## Svampriket
De flesta spelen tar plats i Svampriket, eller Kinoko Ōkoku på japanska. Riket är en monarki som styrs av en förmyndarregering till prinsessan Peach. Dess huvudstad är, enligt spelet Paper Mario, Toad Town. Även om Mario-bröderna och prinsessan är av mänsklig form bebos riket främst av svamplika toads, eller kinopio på japanska. Super Mario Bros. 3 tar plats i Svampvärlden, med åtta olika självständiga riken. Sju av dessa är "svampriken" och regeras av kungar, medan den åttonde regeras av Bowser Koopa. Instruktionsboken till detta spel hävdar att Bowser har tagit över Svampriket, och att Svampriket är en portal till Svampvärlden, men detta utvecklas aldrig varken i Super Mario Bros. 3 eller i något annat Mario-spel.

## Spel
Efter att spelet Radar Scope blivit ett kommersiellt fiasko, bad Nintendos VD Shigeru Miyamoto skapa ett arkadspel för att rädda företaget. Miyamoto kom på en idé där en spelbar figur ska ta sig igenom en hinderbana bestående av lutande plattformar, stegar och rullande tunnor. Miyamoto döpte spelet till Donkey Kong, och dess hjälte till "Jumpman". Spelet blev förvånande nog en succé. "Jumpman" kallades "Mario" i vissa pr-dokument som skickades utanför Japan, efter Mario Segale, som var Nintendo of Americas hyresvärd, som nyligen hade rusat in på ett möte och krävt pengar för obetalda hyror. I sinom tid ändrades Jumpmans namn permanent till Mario, och ett senare arkadspel kallades Mario Bros. Detta spel introducerade även Marios bror Luigi.
Super Mario Bros till NES var det första traditionella 2D-Mariospelet, där man rör sig längs med en sidoscrollande bana. I detta spel etablerades idén att Mario och Luigi bor i Svampriket, där de måste rädda prinsessan, som till en början hette Toadstool, från Bowser.
Bröderna återvände senare i Super Mario Bros. 2 och Super Mario Bros. 3 till NES. I Super Mario Bros. 2 ska Mario och hans vänner besegra den onda grodan Wart i drömvärlden Subcon. Detta spel lanserades i Japan som Yume Kōjō: Doki Doki Panic, och konverterades till ett Mario-spel för övriga världen. I Super Mario Bros. 3 ska Mario och Luigi besegra Bowser och hans sju "koppalings" för att återföra sju trollstavar till vart och ett av de sju kungarikena och återigen rädda prinsessan. Dessa spel följer samma traditionella spelsätt som Super Mario Bros. men introducerade nya spelelement såsom nya uppgraderingar och dörrar.
I Super Mario Land till Game Boy är Marios uppgift att rädda en annan prinsessa vid namn Daisy i landet Sarasaland från utomjordingen Tatanga. Uppföljaren Super Mario Land 2: 6 Golden Coins introducerade Marios gamla barndomsvän, förmodade kusin och rival Wario, som har tagit över Marios slott under tiden som Super Mario Land utspelat sig. Detta tvingar Mario att samla ihop sex gyllene mynt och återta sitt slott. Dessa spel är också traditionella linjära 2D-plattformsspel.
I Super Mario World till Super NES ska Mario och Luigi återigen rädda prinsessan från Bowser. De får hjälp av Yoshi, en dinosaurie som bröderna kan rida på och som vill rädda sina ägg från Bowser och "the koopa lings". Detta var det första spelet i serien att ha skilda slut, vilket i de senare 3D-spelen skulle bli en viktig faktor.
Super Mario World 2: Yoshi's Island visar Marios barndom. Som barn togs han tillsammans med sin bror Luigi med en stork till sina föräldrars hem. Kamek, som förutsåg att barnen skulle orsaka problem för Bowser, försökte kidnappa dem. Han lyckades bara ta Luigi, och storken tappade Mario på Yoshis ö. Mario hittas av en grupp yoshi, och de skyddar Mario, räddar Luigi från Bowser, och för dem hem.
Super Mario 64 lanserades som flaggskepp till spelkonsolen Nintendo 64 och gav Mario-spelen ett helt nytt spelsätt. På många sätt definierade detta spel genren "3D-plattformsspel". Spelet var mindre linjärt än tidigare spel, och den analoga styrspaken gjorde att spelaren kunde utföra helt nya rörelser i alla möjliga riktningar. Spelsättet utvecklades även det, i och med att man själv till viss del kunde välja i vilken ordning man ville samla världarnas olika stjärnor. Spelet är också det första i Mario-serien där Charles Martinet gör Marios röst. Mario måste återigen rädda prinsessan från Bowser, och samla upp till 120 stjärnor från de olika världarna och återställa dem till prinsessans slott.
I Super Mario Sunshine till Gamecube reser Mario och prinsessan Peach till ön Isle Delfino för att ta semester. En dubbelgångare till Mario dyker dock upp och vandaliserar ön och det är upp till Mario att städa upp. Från öns torg kan Mario ta sig in i olika världar, där han samlar vad som i det här spelet kallades "shine sprites", motsvarigheten till förra spelets stjärnor. Här introduceras FLUDD, som är en talande vattenspruta, och som Mario använder för att spruta vatten omkring sig, flyga och få en hastighetsskjuts. Spelsättet är likt Super Mario 64, med olika världar och shines som ska plockas upp i dessa världar.
New Super Mario Bros. till Nintendo DS var nästa spel i serien. Detta spel återgår till 2D-perspektivet, och Mario och Luigi måste här rädda prinsessan från Bowsers enda barn, Bowser Jr. Spelet återanvänder element från nästan alla andra spel i serien, men lägger även till nya som en svamp som gör Mario gigantisk. Vissa banor har, likt Super Mario World, olika utgångar.
Näst på tur var Super Mario Galaxy till Wii. Mario måste återigen rädda den kidnappade prinsessan, denna gång i yttre rymden. Till sin hjälp har han en kvinna vid namn Rosalina och hennes barn, stjärnvarelser som kallas lumas. Tillsammans försöker de stoppa Bowser från att skapa sin egen galax med hjälp av stulna "jättestjärnor". Tack vare planeternas gravitation är det möjligt för Mario att hoppa högre än någonsin förut, experimentera med fysik och nå nya platser. Stjärnorna från Super Mario 64 återvänder och även denna gång har de olika världarna flera stjärnor att samla.
New Super Mario Bros. Wii kom sedan, och detta spel var mycket likt föregångaren New Super Mario Bros.. Den här gången är det dock Bowser Jr. tillsammans med, Koopalings som kidnappar prinsessan. Nytt är att fyra spelare kan spela samtidigt, Mario, Luigi och två Toads, en med blå prickar och en med gula. Även lite nya uppgraderingar tillkom, såsom en propellersvamp och en pingvindräkt.
Nästföljande spel i serien är Super Mario Galaxy 2 till Wii, vilket är en direkt uppföljare till Super Mario Galaxy. Den här gången hjälper även Yoshi till på äventyret.
Det näst senaste Mario-spelet är Super Mario 3D Land som kom till Nintendo 3DS.
Super Mario 3D World är det nyaste spelet och kom till Wii U Detta spelet utspelar sig i Sprixieriket. Det är det första spelet med 4-spelarläge i 3D!

### Andra genrer och spin-offs
Utöver plattformsspelen har andra typer av spel lanserats. Det första vad det relativt okända Game & Watch-spelet Mario Bombs Away, och 1990 kom pusselspelet Dr. Mario, med ett spelsätt likt Tetris. Detta spel släpptes till nästan samtliga Nintendos maskiner. Vidare släpptes 1992 Mario Paint till Super NES, som var ett kombinerat målar- och musikspel, som använde sig av datormusen som släpptes till Super NES samma år. Senare släpptes flipperspelet Mario Pinball Land till Game Boy Advance. 1996 års Super Mario RPG: Legend of the Seven Stars till Super NES blev Marios rollspelsdebut. Efter detta har fem rollspel släppts: Paper Mario till Nintendo 64, Mario & Luigi: Superstar Saga till Game Boy Advance, Paper Mario: The Thousand-Year Door till Gamecube, Mario & Luigi: Partners in Time till Nintendo DS och Super Paper Mario till Wii.
Mario Kart-serien inleddes 1992 med Super Mario Kart till Super NES, och serien har sedan dess sålt i över 30 miljoner exemplar runt hela jorden. Utöver denna utmärks sportspel som Mario Golf och Mario Tennis. 1999 släpptes spelet Mario Party, som utvecklats av Hudson Soft, till Nintendo 64. Detta spel bestod av ett antal minispel som spelaren nådde genom att röra sig på en spelplan. Serien har hittills kommit i åtta utgåvor. År 2005 släpptes dansspelet Dance Dance Revolution: Mario Mix av Konami, fotbollsspelet Super Mario Strikers av Next Level Games och basebollspelet Mario Superstar Baseball av Namco. Basketspelet Mario Hoops 3-on-3 släpptes 2006 av Square-Enix. Mario och Luigi har även dykt upp som spelbara figurer i Super Smash Bros till Nintendo 64, samt dess uppföljare.

### Konverteringar och nysläpp
Super Mario Bros-serien är även noterbar för att många spel i serien har konverterats till nya spelmaskiner. Alla fyra NES-spel ompaketerades 1992 i ett spel vid namn Super Mario All-Stars med uppgraderad teknik, och senare släpptes även en variant som innehöll Super Mario World. Super Mario Bros. 2, Super Mario Bros. 3, Super Mario World and Super Mario World 2: Yoshi's Island har alla konverterats till Game Boy Advance. Super Mario 64 konverterades senare till Nintendo DS. Spelserien har även nysläppts oförändrade genom Virtual Console.

## Mottagande
| Spel                                | Metacritic        | GameRankings               |
| ----------------------------------- | ----------------- | -------------------------- |
| Super Mario Bros.                   | (GBA) 84          | (GBC) 92,63% (GBA) 80,20%  |
| Super Mario Bros. 2                 | (GBA) 84          | (GBA) 82,15%               |
| Super Mario Bros. 3                 | (GBA) 94          | (GBA) 92,25%               |
| Super Mario Land                    | Saknas            | (GB) 75,42%                |
| Super Mario World                   | (GBA) 92          | (SNES) 96,00% (GBA) 92,42% |
| Super Mario Land 2: 6 Golden Coins  | Saknas            | (GB) 77,42%                |
| Wario Land: Super Mario Land 3      | Saknas            | (GB) 81,00%                |
| Super Mario World 2: Yoshi's Island | (GBA) 91          | (SNES) 95,00% (GBA) 89,52% |
| Super Mario 64                      | (N64) 94 (NDS) 85 | (N64) 95,95% (NDS) 86,33%  |
| Super Mario Sunshine                | (GC) 92           | (GC) 91,40%                |
| New Super Mario Bros.               | (NDS) 89          | (NDS) 89,17%               |
| Super Mario Galaxy                  | (Wii) 97          | (Wii) 97,46%               |
| New Super Mario Bros. Wii           | (Wii) 87          | (Wii) 88,12%               |
| Super Mario Galaxy 2                | (Wii) 97          | (Wii) 97,12%               |
| Super Mario 3D Land                 | (3DS) 90          | (3DS) 90,19%               |

Marioserien tillhör de mest populära och uthålliga spelserierna någonsin. Ett spel i serien håller också förstaplatsen på flera topplistor över världens bästa spel genom tiderna.
Super Mario Bros var det spel som populariserade genren sidoscrollande spel, och ledde till att många spel baserades på samma principer. Spelet sålde 40,24 miljoner exemplar, vilket gör det till det bäst sålda spelet i serien.
 Super Mario Bros. 3 anses ofta vara ett av NES:ens bästa spel, Nintendo Power placerade exempelvis spelet som nummer 6 i sin lista över de 200 bästa Nintendospelen, och EGN placerade spelet på nummer 14. Även Super Mario World blev kritikerrosat, bland annat av Gamerankings. Super Mario 64 skapade en helt ny arketyp för hur ett plattformsspel ska se ut, på samma sätt som Super Mario Bros gjorde flera år tidigare. Det ses av många kritiker och fans som det mest revolutionerande tv-spelet någonsin. Guinness rekordbok rapporterade i slutet av 2007 att 11,8 miljoner exemplar av Super Mario 64. Den 25 september 2007 var spelet det sjunde mest sålda spelet i USA genom tiderna, med 6 miljoner sålda exemplar. Super Mario Sunshine hyllades även det av kritikerna. IGN hyllade exempelvis det nya spelsätt som möjliggjorts med hjälp av vattensprutan, och GameSpy kommenterade "den stora variationen på rörelser och de vackra omgivningarna". Även Super Mario Galaxy rönte stor succé, både försäljnings- och kritikermässigt. Den 31 mars 2008 hade spelet sålt i 6,1 miljoner exemplar i hela världen, vilket gör det till det bäst säljande Wii-spelet som inte sålts tillsammans med maskinen.